# 本田史郎
本田 史郎（ほんだ しろう、1957年4月17日 - ）は、日本の熊本県を中心に活動するフリーアナウンサー。
元熊本放送（RKK）社員で、アナウンサーとして放送部長及びアナウンス部長等を歴任した。

## 略歴
熊本県熊本市出身。西南学院大学卒業後の1981年、RKKに入社。
永らくアナウンサーを務めていたが、2005年4月にラジオ編成制作部へ異動となり、2008年3月迄所属、ディレクターとして「史郎と扶美の日刊・朝まる」をパーソナリティ兼任で担当していた。
2008年4月1日より放送部（当時）に異動となり、再びアナウンス職へ戻る。2012年 - 2015年3月にかけては放送部長、2015年から2017年迄はアナウンス部長（組織改編による肩書き変更）をつとめ、田名網駿一（2014年入社）や糸永有希（2015年入社）の育成にも関わっている。
2017年の役職定年後もアナウンス部に在籍したが、65歳を迎えた2022年4月17日を以て退社。
尚、本田は、2012年に山田邦博（1952年生まれ）が定年退職して以降2022年迄、熊本放送社員の中でアナウンス職に就く者では唯一の1950年代生まれ、2021年3月末に福島絵美（1960年生まれ）が定年退職して以降の1年間はアナウンス部配属者で唯一1980年代に熊本放送に入社した者であったが、本田の退職以後アナウンス職に就く者全員が1991年以降に入社した者となり、1969年生まれの木村和也を除いた全員が1970年以降に誕生した者となった。
その後2022年6月からはフリーとして活動しており、2023年からは15年振りにラジオのレギュラー番組を持つこととなる。

## 人物・逸話
座右の銘は「少ない言葉で多くを語る」。

### スポーツ実況
- スポーツ実況の中でも特にハンドボールの実況は、1995年以来、日本リーグや五輪予選など、テレビで約30試合の実況経験を持つ。また地元熊本において、1997年の男子日本選手権では日本-リトアニア戦、2019年世界女子ハンドボール選手権では複数の試合[12]でラジオ実況も担当した。ちなみに初めてハンドボール中継の実況を担当したのは、1995年1月15日に地元の熊本県立総合体育館で行われた第19回日本リーグ・オムロン対大和銀行（現・りそな銀行）戦だった。

### アノンシスト賞受賞
JRN・JNN加盟39社で放送された番組の中で、最も優秀と認められたアナウンサーに毎年送られる「アノンシスト賞」の全国審査で、第25回（2000年）はテレビ「フリートーク」部門、第27回（2002年）と第32回（2007年）はラジオ「読み・ナレーション」部門で、また第27回（2002年）は、九州地区スポーツ実況部門、第29回（2004年）は、九州地区ラジオ「フリートーク」部門、第31回（2006年）は九州・沖縄地区「読み・ナレーション」部門、第34回（2009年）は九州・沖縄地区「テレビスポーツ実況」部門でそれぞれ最優秀賞を受賞した。

## 現在の担当番組

### テレビ・ラジオ
熊本放送
- 熊日ニュース（週末を中心に不定期担当）
  - 退職後も担当している。退職直前の1年強はシフトがほぼ固定されており、主に火曜から金曜までのラジオの午前ワイドの前半2枠（木曜は1枠のみ）、テレビ「ひるおび」のローカル枠及びラジオの午後ワイド、土曜の午後から夕方枠（ラジオのワイド番組及びテレビ「報道特集」のローカル枠）を担当していた。[要出典]

### ラジオ
RKKラジオ
- THE リクエストSunday（2023年4月2日[13] - 2024年3月31日）

## 過去の担当番組

### テレビ・ラジオ
熊本放送在職時
- スポーツ中継（主にハンドボール、駅伝、マラソンなどの実況を担当[14]）

### ラジオ

#### 熊本放送在職時
- 愛・愛・ポップス[4]
- あなたの選んだ歌謡曲[4]
- あえいうえおあお[4]
- 毎度おなじみ鉢盛りラジオ
  - 1996年4月[15] から放送終了（2005年4月1日[16]）迄出演。2002年以降は全曜日でメインパーソナリティを担当していた。
- 史郎と扶美の日刊・朝まる（ラジオ編成制作部時代、2005年4月4日 - 2008年3月28日、ディレクター兼パーソナリティー）
- 史郎と絵美のHand in Pop's（2008年10月7日 - 2009年3月31日）
- 頑張れ！オムロン・ピンディーズ （2013年10月 - 2014年3月および2014年10月 - 2015年3月）- 日本ハンドボールリーグ所属の女子ハンドボールチーム「オムロンピンディーズ」の応援番組
- The Live!（2014年10月 - 2015年3月）
- お話し玉手箱（- 2020年）
- 局名告知（オープニング、クロージングともに担当）

### テレビ

#### 定年後
熊本朝日放送
- 全国高等学校野球選手権熊本大会（実況担当、2022年 - 。『バーチャル高校野球』でのインターネット動画配信含む[17]）

#### 熊本放送在職時
- キャッチてれび
- 興味しんしん家族
- ウェルカム!（2015年 - 2019年3月）
  - ニュース読み・ナレーション等を担当。
- 夕方LIVE ゲツキン!
  - ナレーション等を担当。